# Dorowo
Dorowo [pronunciación en polaco: /dɔˈrɔvɔ/] (en alemán: Dorow) es un pueblo ubicado en el distrito administrativo de Gmina Resko, dentro del Distrito de Łobez, Voivodato de Pomerania Occidental, en el norte de Polonia occidental. Se encuentra aproximadamente a 6 kilómetros al sureste de Resko, a 18 kilómetros al noroeste de Łobez, y a 69 kilómetros al noreste de la capital regional Szczecin.
Antes de 1945, el área fue parte de Alemania. Para la historia de la región, vea Historia de Pomerania.